# Kuszelewo (gmina)
Kuszelewo (pocz. Koszelewo) – dawna gmina wiejska istniejąca do 1939 roku w woj. nowogródzkim (obecnie na Białorusi). Siedzibą gminy było Kuszelewo (307 mieszk. w 1921 roku).
W okresie międzywojennym gmina Koszelewo należała do powiatu nowogródzkiego w woj. nowogródzkim. Po wojnie obszar gminy Kuszelewo wszedł w struktury administracyjne Związku Radzieckiego.